# Tomáš Hübschman
Tomáš Hübschman (phát âm tiếng Séc: [ˈtomaːʃ ˈɦɪpʃman]; sinh ngày 4 tháng 9 năm 1981) là một cầu thủ bóng đá chuyên nghiệp người Séc thi đấu cho câu lạc bộ FK Jablonec. Anh có thể chơi ở vị trí trung vệ hoặc tiền vệ phòng ngự và nổi tiếng với sức khỏe, tốc độ và khả năng di chuyển tốt

## Sự nghiệp cấp câu lạc bộ

### Sparta Prague
Trước khi gia nhập Shakhtar Donetsk vào mùa hè 2004, Hübschman đã thi đấu cho Sparta Prague, xuất phát từ đội trẻ của câu lạc bộ khi mới 5 tuổi và ký hợp đồng chuyên nghiệp đầu tiên vào năm 1998. Hübschman lần đầu trở nên nổi bật sau khi gia nhập Jablonec dưới dạng cho mượn ở mùa giải 2001–02. Sau khi nhận được đánh giá tích cực, anh trở về Sparta và chiếm suất đá chính tại chiến dịch UEFA Champions League 2002–03 với 11 trận thi đấu. Ở mùa 2003–04, anh giúp câu lạc bộ lọt vào vòng đấu loại trực tiếp của UEFA Champions League 2003–04 và kết thúc mùa giải khi giúp Sparta vô địch Cúp bóng đá Séc sau khi đánh bại đối thủ Baník Ostrava 2–1.

### Shakhtar Donetsk
Sau khi gặt hái nhiều thành công ở quê nhà, Hübschman gia nhập Shakhtar Donetsk với mức phí chuyển nhượng được cho là 3 triệu euro. Hübschman ngay lập tức tạo được dấu ấn, chiếm suất đá chính và giành hai danh hiệu vô địch quốc gia trong hai mùa đầu tiên anh chơi bóng, đồng thời trở thành nhà vô địch Cúp UEFA vào năm 2009.
Vào tháng 4 năm 2012 trong trận Ukrainian derby, Hübschman đã có một màn thể hiện xuất sắc ở hàng tiền vệ để giúp đội bóng của anh hạ gục đối thủ cạnh tranh chức vô địch là Dynamo Kyiv 2–0, kết quả này giúp cho Shakhtar leo lên ngôi quán quan của giải. Trước đó một tháng, Hübschmann ghi bàn thắng đầu tiên tại Giải bóng đá Ngoại hạng Ukraina trong hai mùa giải để giúp the Miners đánh bại Illichivets Mariupol 2–1.

### Baumit Jablonec
Tháng 7 năm 2014, Hübschman trở lại Baumit Jablonec 13 năm sau khi anh từng có thời gian chơi bóng dưới dạng cho mượn ở câu lạc bộ, anh ký một bản hợp đồng dài 3 năm.

## Sự nghiệp cấp đội tuyển
Hübschman đã đại diện cho Cộng hòa Séc thi đấu ở nhiều cấp độ đội trẻ và đeo băng thủ quân tuyển U-20 Séc dự giải Giải vô địch bóng đá U-20 thế giới 2001. Anh sau đó chơi cho tuyển Cộng hòa Séc tại Giải vô địch bóng đá châu Âu, dù chỉ giữ một vai trò nhỏ. Anh còn tham dự một số trận trong khuôn khổ vòng loại giải vô địch bóng đá thế giới 2006, dù vậy tuyển Séc đã không thể giành vé dự vòng chung kết.

## Thống kê sự nghiệp

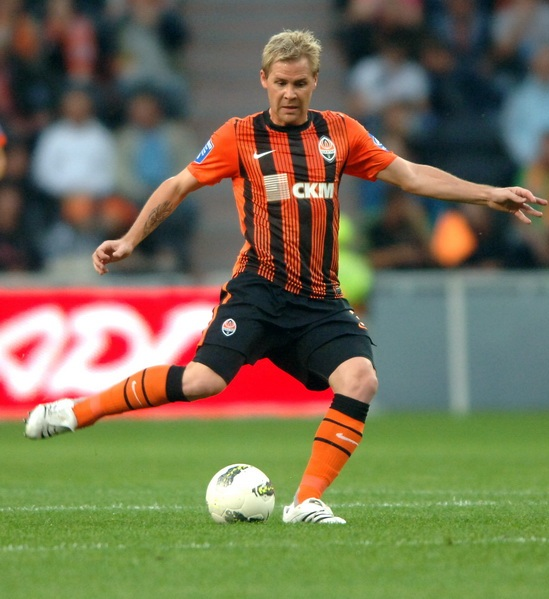
Hübschman chơi bóng cho Shakhtar vào năm 2011

### Câu lạc bộ
Tính đến 21 tháng 7 năm 2013
| Câu lạc bộ         | Mùa                | Giải    | Giải      | Cúp     | Cúp       | Cúp châu Âu | Cúp châu Âu | Siêu cúp | Siêu cúp  | Tổng cộng | Tổng cộng |
| Câu lạc bộ         | Mùa                | Số trận | Bàn thắng | Số trận | Bàn thắng | Số trận     | Bàn thắng   | Số trận  | Bàn thắng | Số trận   | Bàn thắng |
| ------------------ | ------------------ | ------- | --------- | ------- | --------- | ----------- | ----------- | -------- | --------- | --------- | --------- |
| Jablonec           | 2000–01            | 29      | 0         | –       | –         | –           | –           | –        | –         | 29        | 0         |
| Jablonec           | Tổng cộng          | 29      | 0         | 0       | 0         | 0           | 0           | 0        | 0         | 29        | 0         |
| Sparta Prague      | 2001–02            | 27      | 0         | –       | –         | 11          | 0           | –        | –         | 38        | 0         |
| Sparta Prague      | 2002–03            | 29      | 0         | –       | –         | –           | –           | –        | –         | 29        | 0         |
| Sparta Prague      | 2003–04            | 25      | 0         | –       | –         | –           | –           | –        | –         | 25        | 0         |
| Sparta Prague      | Tổng cộng          | 81      | 0         | 0       | 0         | 11          | 0           | 0        | 0         | 92        | 0         |
| Shakhtar Donetsk   | 2004–05            | 21      | 1         | 4       | 0         | 10          | 1           | –        | –         | 35        | 2         |
| Shakhtar Donetsk   | 2005–06            | 16      | 0         | 2       | 1         | 6           | 0           | 1        | 0         | 25        | 1         |
| Shakhtar Donetsk   | 2006–07            | 17      | 0         | 4       | 0         | 7           | 1           | 1        | 0         | 29        | 1         |
| Shakhtar Donetsk   | 2007–08            | 19      | 0         | 6       | 1         | 7           | 0           | –        | –         | 32        | 1         |
| Shakhtar Donetsk   | 2008–09            | 22      | 1         | 3       | 0         | 14          | 1           | 1        | 0         | 40        | 2         |
| Shakhtar Donetsk   | 2009–10            | 18      | 0         | 1       | 0         | 1           | 1           | –        | –         | 30        | 1         |
| Shakhtar Donetsk   | 2010–11            | 14      | 0         | 5       | 0         | 2           | 0           | 1        | 0         | 28        | 0         |
| Shakhtar Donetsk   | 2011–12            | 20      | 1         | 1       | 0         | 1           | 0           | 1        | 0         | 28        | 1         |
| Shakhtar Donetsk   | 2012–13            | 9       | 0         | 3       | 0         | 6           | 0           | 1        | 0         | 18        | 0         |
| Shakhtar Donetsk   | 2013–14            | 4       | 0         | 1       | –         | –           | -           | 1        | 0         | 3         | 0         |
| Shakhtar Donetsk   | Tổng cộng          | 158     | 3         | 29      | 2         | 75          | 4           | 6        | 0         | 268       | 9         |
| Tổng kết sự nghiệp | Tổng kết sự nghiệp | 268     | 3         | 29      | 2         | 86          | 4           | 6        | 0         | 389       | 9         |

## Danh hiệu
Sparta Prague
- Giải vô địch quốc gia Séc: 1999–00, 2002–03
- Cúp bóng đá Séc: 2003–04

Shakhtar Donetsk
- Giải Ngoại hạng Ukraina: 2004–05, 2005–06, 2007–08, 2009–10, 2010–11, 2011–12, 2012–13, 2013–14
- Cúp bóng đá Ukraina: 2007–08, 2010–11, 2011–12, 2012–13
- Siêu cúp Ukraina: 2008, 2010, 2012, 2013
- Cúp UEFA: 2008–09